# Kostel svatého Jakuba Většího (Valašské Meziříčí)
Kostel svatého Jakuba Většího je pozdně gotická stavba, nacházející se v Krásně nad Bečvou, městské části Valašského Meziříčí v okrese Vsetín. Objekt slouží jako filiální kostel farnosti Valašské Meziříčí a od 3. května 1958 je chráněn coby kulturní památka pod č. 33153/8-327.

## Historie

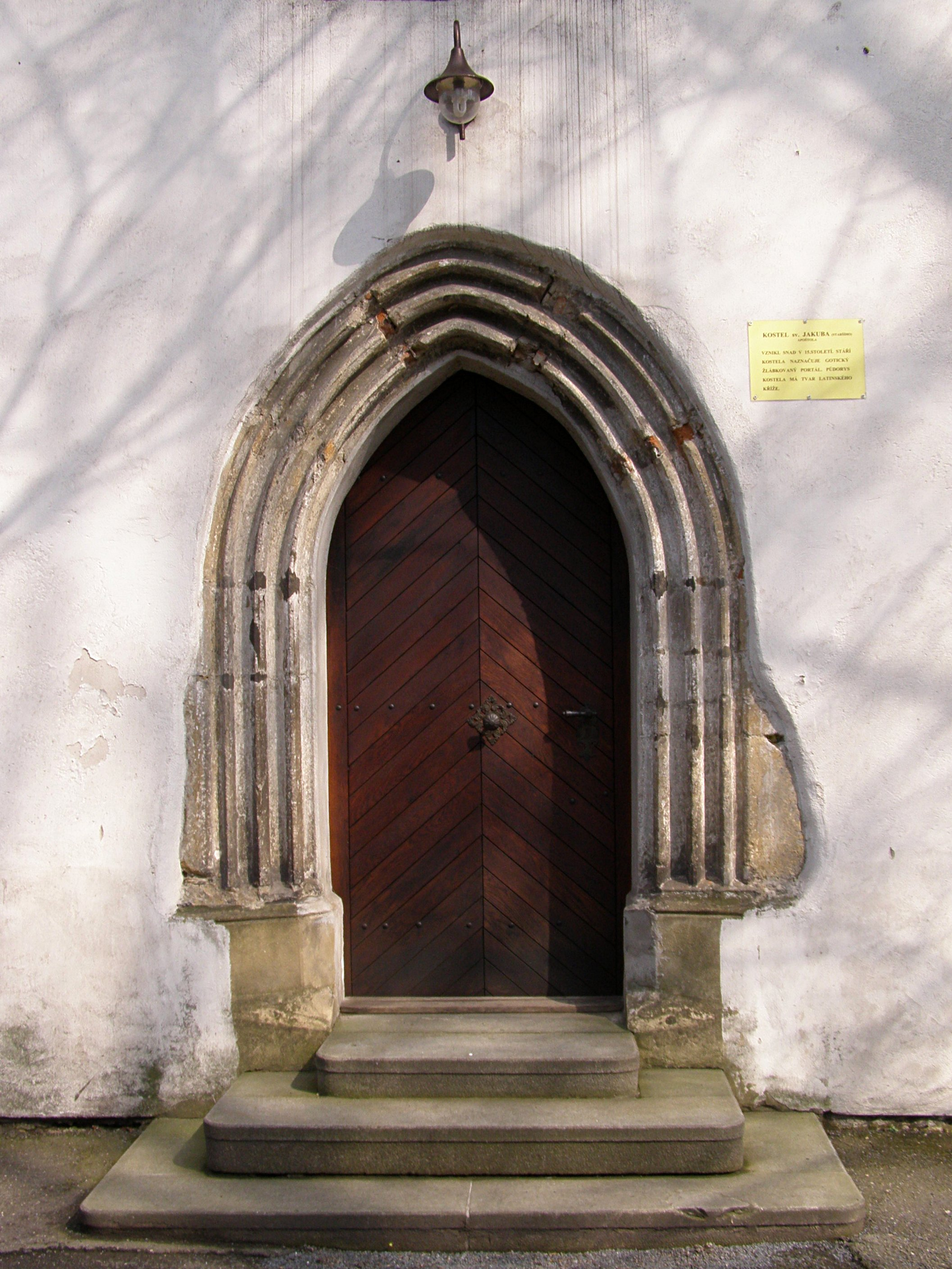
Gotický portál, zdobící vstup do kostela

První písemná zmínka o městečku Krásně nad Bečvou sice pochází z roku 1299, ale kostel je výslovně uváděn až v roce 1558. Dějiny svatostánku jsou však mnohem hlubší, což dokládá jak architektura stavby, tak archeologický výzkum z počátku 70. let 20. století, během nějž bylo pod podlahou kněžiště odhaleno zdivo ve tvaru půlkruhu. Současná stavba pochází s největší pravděpodobností z období kolem přelomu 14. a 15. století. Už v 16. století bylo Krásno nad Bečvou duchovně spravováno z Valašského Meziříčí a patrně v jeho druhé polovině připadl kostel nekatolíkům. Na konci 80. let 16. století prošel kostel přestavbou, během které byla kostelní loď prodloužena a v interiéru vyrostl dřevěný kůr. Součástí interiéru byly rovněž náhrobky, např. jeden patřící neznámému členovi rodu Chorinských z Ledské (objevený při opravách v roce 1911), nebo náhrobní deska meziříčského měšťana Jana Dřevnovského a jeho manželky Anny z roku 1594. Od roku 1628 byl opět v katolických rukách a v červenci 1681 po zásahu bleskem vyhořel. Sbírka na jeho opravu probíhala v celé olomoucké diecézi a finančně se na ní podílel i Bernard Ferdinand ze Žerotína (†1692), tehdejší majitel rožnovsko-krásenského panství. V roce 1749 kostel získal zděnou sakristii a jeho dílčí úpravy probíhaly také v 19. století.
V kostele se konaly bohoslužby vždy na svátek sv. Cyrila a Metoděje, sv. Jiří, posvěcení chrámu, v neděli po sv. Jakubovi, v neděli po sv. Vavřinci, v neděli po svátku Božího těla a o svatodušním pondělí. Roku 1871 byl při valašskomeziříčském kostele ustanoven třetí kaplan, který měl sloužit pravidelné nedělní mše v Krásně nad Bečvou. Na začátku 20. století probíhala jednání o možném zřízení samostatné krásenské farnosti, což ale nebylo realizováno. Při rozsáhlé rekonstrukci kostela v letech 1972–1978 získaly jeho interiéry současnou podobu s deskovým podhledem v lodi a kněžišti, novými mramorovými podlahami a kovovým točitým schodištěm na kruchtu. Dochovaný náhrobník manželů Dřevnovských byl během této rekonstrukce přestěhován do lapidária v kostele Nejsvětější Trojice.

## Architektura
Podélná stavba s polygonálním kněžištěm a plochým stropem, bez vítězného oblouku a bočních opěráků. Hlavní vstup je vsazen do západního průčelí a je lemován kamenným ostěním, završeným lomeným obloukem. Dalšími výraznými architektonickými prvky jsou dva kamenné portály v interiéru a kamenný kříž, umístěný ve vrcholu západního štítu. Ze šindelové kostelní střechy ční sanktusník, renovovaný roku 2015, v němž jsou zavěšen dva zvony pocházející z let 1797 a 1946. V minulosti byl kostel obklopen hřbitovem. Severozápadně od kostela je situován zámek Kinských s přilehlým anglickým parkem.